# Biblioteca Digital Hispánica

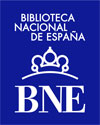
Logo de la BNE.

La Biblioteca Digital Hispánica (BDH) est la bibliothèque numérique de la Biblioteca Nacional de España (BNE) qui offre un accès libre et gratuit à des milliers de documents numérisés par la Bibliothèque. Elle permet la consultation, la lecture et le téléchargement de livres imprimés entre les siècles XV à XIX, manuscrits, dessins, gravures, brochures, affiches, photographies, cartes, atlas, presse, revues et enregistrements sonores. Les documents ressortissant du domaine public y sont en accès libre et gratuit, mais la Bibliothèque propose également quelques titres soumis à des droits d'auteur. Concrètement, 2 812 titres peuvent être consultés, partiellement grâce au projet pilote Enclave, dans lequel la BNE collabore avec les éditeurs. Un des objectifs de la BDH est de contribuer à la diffusion du patrimoine bibliographique et documentaire espagnol ainsi que de garantir sa préservation et conservation.
La BDH a été créée en 2008 après la signature d'une convention avec Telefónica, entreprise qui a appuyé financièrement le lancement du projet de numérisation. Antérieurement, la BDH a été cofinancé par le Ministerio de Industria, Comercio y Turismo. La convention de collaboration avec Telefónica a été renouvelée en juillet 2014 pour quatre autres années. L'objectif de cette dernière convention vise principalement à améliorer l'accès aux documents déjà numérisés plutôt qu'à augmenter le nombre de documents de la collection.

## La collection

### Quelques chiffres
En 2008, année de son lancement, la BDH comptait autour de 10 000 œuvres. En 2014, ce sont plus de 150 000 documents, touchant divers sujets et de différents types, qui sont accessibles en ligne. Après la nouvelle convention signée avec Telefónica, la BNE prévoit de numériser les œuvres d'auteurs qui prochainement tomberont dans le domaine public après expiration du délai de protection des droits d'auteur: Unamuno, Valle-Inclán ou Lorca, entre autres, ainsi que certaines œuvres emblématiques d'auteurs comme Rosalía de Castro ou Clarín, qui encore n'y figurent pas.
En 2020, elle recense plus de 222 000 titres, accessibles à tous.

### La création de la collection

#### Sélection des œuvres
La sélection des documents qui entrent à la BDH, est soumise à différents critères qui touchent à leur contenu, de sorte que sont numérisés des documents qui permettent de créer en suite des relations basées sur des thématiques (voyages, Guerre d'Indépendance…); sur l'intérêt qu'elles suscitent chez les utilisateurs; sur l'expérience des bibliothécaires eux-mêmes; sur leur valeur patrimoniale, de sorte que soient inclus les titres considérés traditionnellement comme des chefs-d'œuvre; et sur l'intérêt proprement matériel qu'a le document: incunables, gravures, manuscrits… En plus de tout cela, on tient également en compte la nécessité de préservation de l'œuvre, car sa numérisation diminue la consultation directe et, par conséquent, sa détérioration. Cependant, si la numérisation peut détériorer le document à cause de sa fragilité, le processus peut être annulé.

#### Numérisation
Le processus de numérisation suit, fondamentalement, ces étapes:
- Obtention de l'image au format TIFF.
- Redressement et correction des images.
- Recadrage des images TIFF MASTER pour obtenir une image dérivée.
- Traitement des images pour éliminer les taches qui peuvent exister.
- Analyse de l'inclinaison du texte et correction si nécessaire.
- Traitement automatique des images pour les convertir en noir et blanc.
- Sont créées des copies pour la diffusion aux formats PDF ou JPEG; on crée les marqueurs dans les fichiers PDF et on ajoute le filigrane de la BNE.
- Vérification des images pour vérifier que tous les fichiers de chaque exemplaire ont le même nom.
- Mise en relation de chaque fichier de diffusion avec son format MARC.
- Contrôle de la qualité.
- Chargement des images dans Pandora FMS (es).

### Organisation de l'information
Pour faciliter une exploration rapide et commode, les documents sont organisés selon trois critères d'accès:
- Accès thématique, selon le Système de Classification Décimal Universel ou CDU: Beaux Arts, Sciences Pures, Philosophie, Linguistique, Géographie, etc.
- Accès par support ou type de matériel: livre, manuscrit, dessins, gravures, photographies, cartes, partitions, enregistrements sonores, presse et revues.
- Accès par collections: Chefs-d'œuvre, Théâtre du Siècle d'Or, Estampes japonaises, Affiches publicitaires, Iconographie hispanique, Gravures allemandes, Gravures flamandes et hollandaises, etc.